# Sailly-le-Sec
Sailly-le-Sec is een gemeente in het Franse departement Somme (regio Hauts-de-France) en telt 266 inwoners (1999). De plaats maakt deel uit van het arrondissement Péronne.

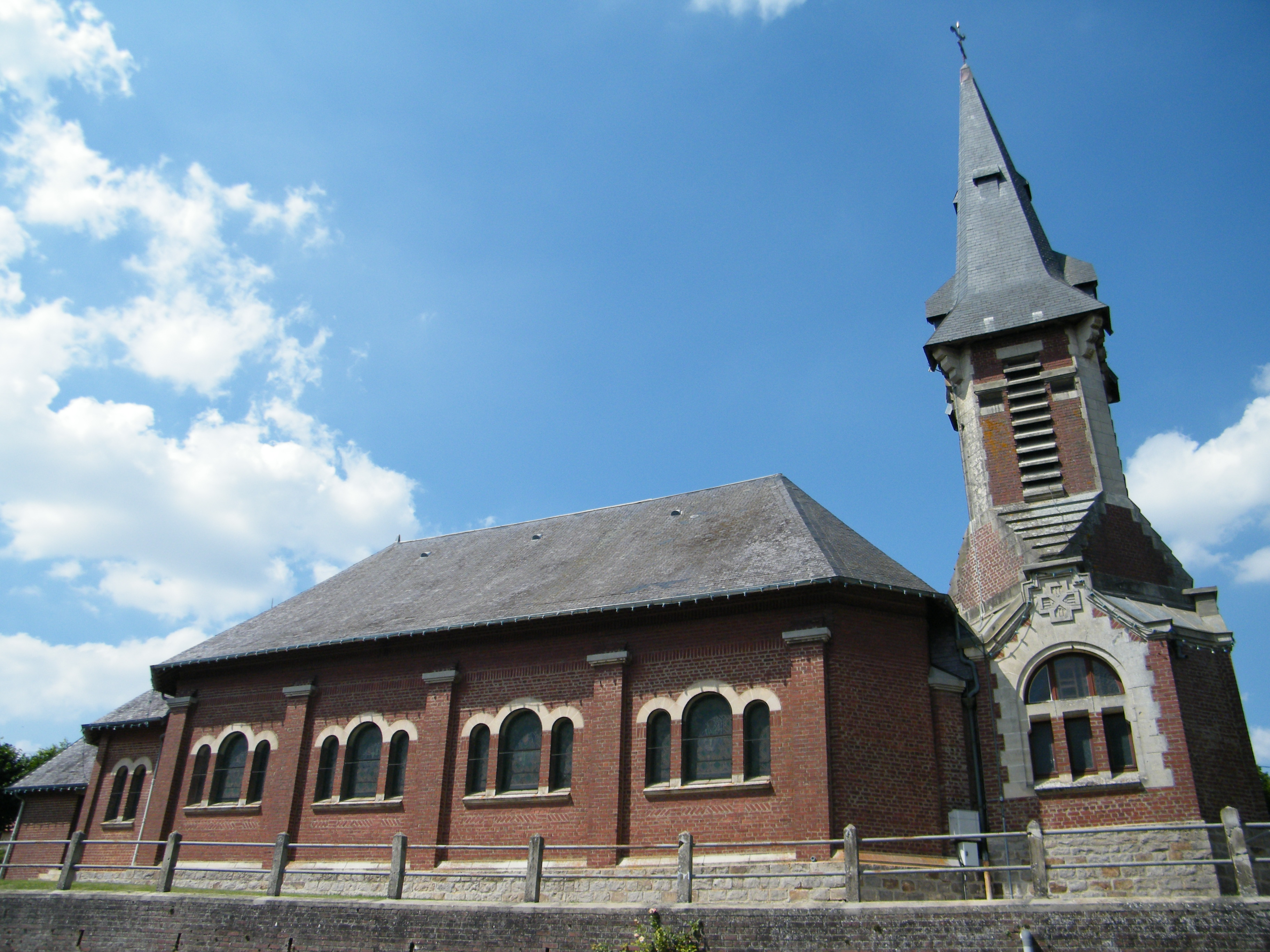
Kerk van Sailly-le-Sec
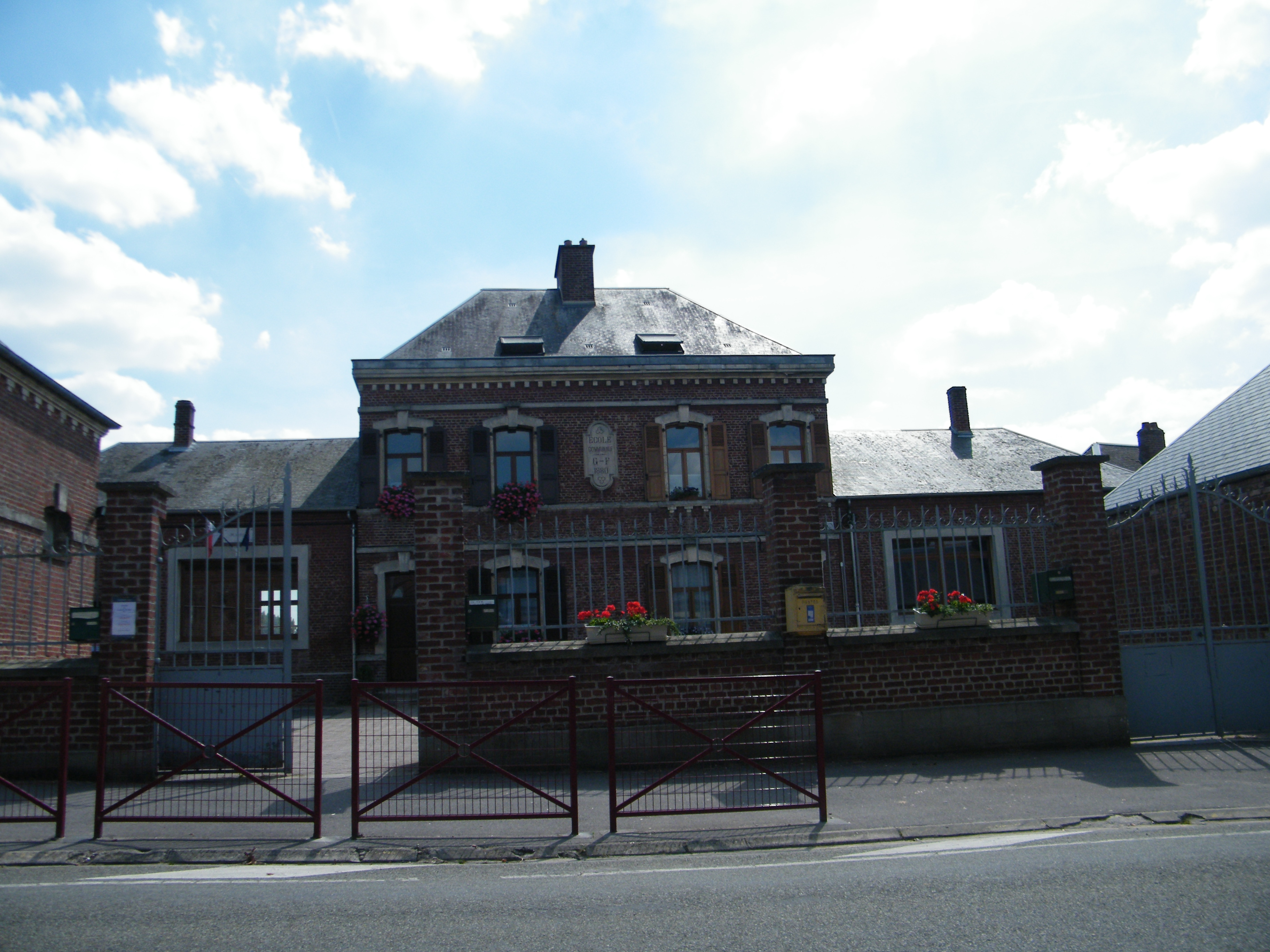
Gemeentehuis

## Geografie
De oppervlakte van Sailly-le-Sec bedraagt 6,7 km², de bevolkingsdichtheid is 39,7 inwoners per km².
De onderstaande kaart toont de ligging van Sailly-le-Sec met de belangrijkste infrastructuur en aangrenzende gemeenten.

## Demografie
Onderstaande figuur toont het verloop van het inwonertal (bron: INSEE-tellingen).